# Елмер Сперрі
Елмер Амброуз Сперрі (англ. Elmer Ambrose Sperry; 12 жовтня 1860, Цинциннатес, штат Нью-Йорк, США — 16 липня 1930, Бруклін там же) — американський винахідник і підприємець, відомий завдяки винайденню (разом з Германом Аншюц-Кемпфе) гірокомпаса а також розробці навігаційних та пілотажних приладів, через що винахідника часто називають «батьком сучасної навігації».

## Біографія
Елмер Сперрі народився в Цинциннатес (штат Нью-Йорк) 12 жовтня 1860 року в родині Стівена Декатура Сперрі (англ. Stephen Decatur Sperry) та Мері Берст (англ. Mary Burst). Його мати померла наступного дня від ускладнень, які виникли під час його народження.
Сперрі навчався спочатку три роки в державному педагогічному училищі в Кортленді (штат Нью-Йорк), потім рік (1878—1879) у Корнелльському університеті, де зацікавився динамо-машинами.
На початку 1880 перебрався до Чикаго (штат Іллінойс) і незабаром заснував компанію Sperry Electric Company.

### Ранні винаходи
У 1887 році Сперрі створив систему для подачі електрики у вугільні шахти, нагріваючи мідні дроти для запобігання корозії. Ця система дозволила йому встановлювати власно розроблене шахтне обладнання глибоко під землею, суттєво збільшивши видобуток вугілля. У 1888 році ним була заснована компанія Sperry Electric Machinery Mining Company.
У 1890 році Сперрі заснував Sperry Electric Railway Company. Тут він використав ідеї електропоїздів, які продавала його гірничодобувна компанія, щоб створити електричні тролейбуси для великих міст, розташованих у горбистих місцевостях штатів Огайо та Пенсільванії. Працюючи з цією компанією, Сперрі розробив електромобіль, що призвело до патентування Сперрі ідей, які пізніше будуть використані в розробці портативних свинцево-кислотних акумуляторів. У 1896 році він їздив на своєму автомобілі в Парижі, зробивши його першим автомобілем американського виробництва в Парижі. У 1894 році компанія General Electric викупила залізничну компанію та пов'язані з нею патенти.
У 1900 Елмер створив електрохімічну лабораторію у Вашингтоні, де він і його партнер К. П. Тауншенд розробляли технологію отримання каустичної соди. Крім цього їм вдалось створити технологію відокремлення олова від металобрухту.
У 1892 році в Елмера народився третій син Лоуренс Сперрі.

### Робота над гіроскопами

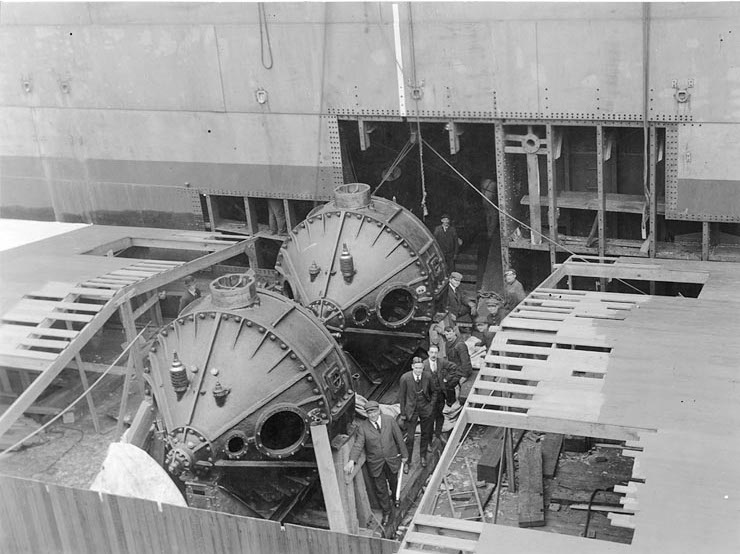
Стабілізаційні гіроскопи Сперрі, встановлені на USS Henderson

Відчувши морську хворобу під час атлантичної подорожі в 1898 році, Сперрі почав працювати над встановленням великого гіроскопа на кораблі, щоб компенсувати вплив хвиль на корабель. Його стабілізований гіроскопом корабель відрізнявся від інших кораблів того часу тим, що в системі був вбудований датчик для виявлення перших ознак хвилі, для пом'якшення яких системі доведеться працювати. У 1911 році Сперрі співпрацював з ВМС США, щоб встановвити на кораблях свій гіроскопічний стабілізатор, який значно зменшував крен в умовах морських хвиль. Незважаючи на ефективність, гіростабілізатор Сперрі ніколи не продавався широко через його високу вартість, як у встановленні, так і в обслуговуванні.
У 1908 році Сперрі знайшов інше застосування своїм гіроскопам. Магнітні компаси на сталевих бойових кораблях у той час мали проблеми із точністю показів. Сперрі почав роботу над гірокомпасом на заміну магнітному компасу. У 1910 році він заснував Sperry Gyroscope Company в Брукліні (Нью-Йорк) на основі своєї інновації. Його перший гірокомпас було перевірено того ж року на військовому кораблі США «Делавер» (BB-28). Компаси Елмера і гіроскопічні стабілізатори були прийняті флотом Сполучених Штатів і використовувались під час обох світових воєн.

### Розробки для авіації

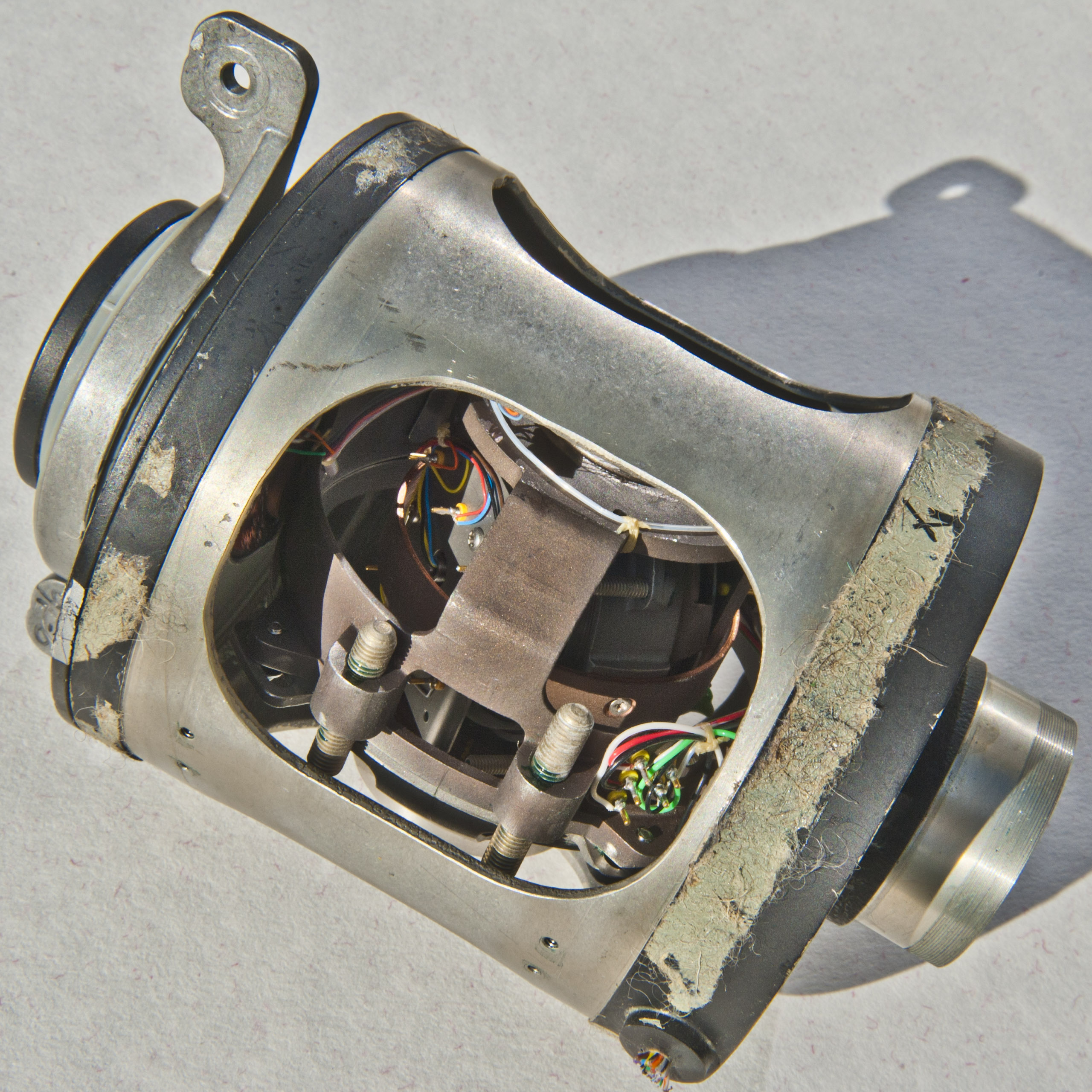
Авіаційний гірокомпас, створений Сперрі

У 1913 році, працюючи зі своїм сином Лоуренсом, Сперрі створив гіроскоп, який міг керувати рулями висоти та елеронами літака за допомогою серії сервоприводів. Він успішно впровадив свою технологію гіростабілізатора у літаках, яка раніше вважалася застосовною лише до великих кораблів через велику вагу обладнання.
У 1916 році Сперрі приєднався до Пітера Г'юїта для розробки автоматичного літака (англ. Hewitt-Sperry Automatic Airplane), одного з перших успішних попередників БПЛА.
У 1917 році Сперрі вирішив проблему магнітних компасів, які вказували протилежне положення під час повороту літака, винайшовши на базі гіроскопа покажчик повороту. Пізніше цей покажчик повороту був модифікований у прилад, що зараз відомий як покажчик повороту та ковзання. Разом з гіроскопічним покажчиком курсу та гіроскопічним авіагоризонтом, доданими пізніше, Сперрі створив ядро пілотажних приладів, які стали стандартним набором обладнання у кабінах всіх літаків.
Під час обох світових воєн компанія Сперрі отримувала прибуток від військових замовлень на гіроскопи. Під час Першої світової війни він працював над створенням «літаючої бомби», а 6 березня 1918 року за допомогою засобів радіокерування керував повітряною (літаючою) торпедою понад півмилі. Його технологія згодом була використана в торпедах, кораблях, літаках і космічних кораблях. Сперрі перейшов до розроблення пов'язаних пристроїв, таких як бомбові приціли, засоби керування вогнем, радар і автоматичний зліт та посадка.

### Співпраця з ВМС

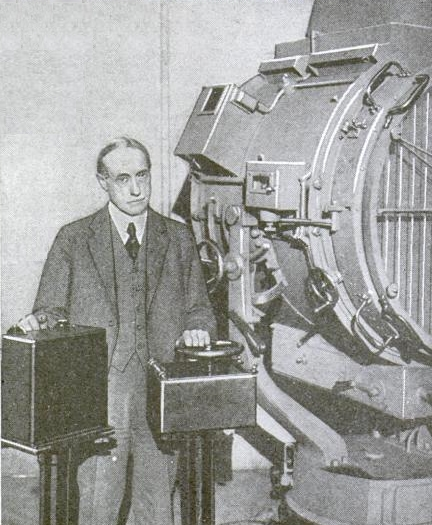
Елмер Сперрі демонструє роботу прожектора

Співпрацюючи з ВМС США, Сперрі розробив систему керування всією батареєю гармат лінкора з внутрішнього приміщення корабля. Ця система керування використовувала його гіроскопічне обладнання для корекції положення окремої гармати на основі змін курсу корабля, дозволяючи всій батареї зосереджуватися на одній цілі. Ця система управління вогнем була встановлена на всіх лінкорах ВМС США під час Першої світової війни.
Сперрі був одним із засновників Консультаційної ради ВМС США у 1915 році.
Починаючи з 1914 року, Сперрі почав працювати з ВМС США над розробкою джерел світла більшої потужності для використання у морських маяках. Завдяки цьому партнерству Сперрі та його команда створили новий вид дугової лампи, яка нагрівала газ до стану розжарювання, створюючи джерело світла, яке було у п'ять разів яскравішим, ніж інші безперервні джерела світла того часу. У 1918 році він виготовив дугову лампу високої інтенсивності світла, яка використовувалася у прожекторах як армією, так і флотом.
Усього винахідник оформив понад 400 патентів на винаходи та у підсумку Сперрі зареєстрував вісім компаній. Інші його компанії:
- Chicago Fuse Wire Company, (1900);
- Sperry Rail Service (1911), компанія, що займалась виявленням дефектів на залізничних коліях;
- Sperry Gyroscope Company (1910), заснована для подальшого удосконалення гірокомпаса, винайденого Германом Аншюц-Кемпфе у 1908.

Компанії у кінцевому підсумку були перетворені у компанію Sperry Corporation, що пропрацювала до 1986 року аж до злиття з компанією Burroughs.

### Останні роки життя
У 1923 році син Сперрі Лоуренс загинув у Ла-Манші в катастрофі літака його власної конструкції. У січні 1929 року Сперрі продав свою компанію Sperry Gyroscope авіабудівній компанії North American Aviation. Наступного року його дружина померла 31 березня в Гавані (Куба).
Елмер Сперрі помер у лікарні Св. Джона в Брукліні (Нью-Йорк), 16 червня 1930 року від ускладнень після видалення жовчних каменів шістьма тижнями раніше. Йому було 69 років

## Пам'ять
На честь винахідника названі:
- військовий корабель США «Сперрі» (AS 12);
- щорічна премія «Elmer A. Sperry Award» інженерів транспорту;
- центр в університетському містечку Кортленда (штат Нью-Йорк).